# Ulica Filaretów w Lublinie
Ulica Filaretów w Lublinie – ulica w południowo-zachodniej części Lublina. Przebiega od ulicy Głębokiej do pętli autobusowej na Osiedlu Widok.
Ulica ta łączy Rury i Czuby. Zbudowana jest w systemie dwujezdniowym i ma po dwa pasy ruchu na całej długości, oprócz odcinka pomiędzy ul. Jana Pawła II i pętlą autobusową Widok. Ma dwa duże skrzyżowania: z ul. Tomasza Zana oraz z ul. Jana Pawła II.